# خوسيه ماريا كيرادا لاتيوندو
خوسيه ماريا كيرادا لاتيوندو (بالإسبانية: José María Cirarda)‏ (و. 1917 – 2008 م) هو أستاذ جامعي، وبرسبيتر شيخ إسباني، ولد في باكايو، توفي في فيتوريا-غاستيز، عن عمر يناهز 91 عاماً.

## مناصب
تولى منصب Archbishop of Pamplona ‏ (1978–1983)
- Bishop of Santander ‏
- مطران بنبلونة وتطيلة
- مطران كاثوليكي[1]

.

## التعليم
تعلم في الجامعة البابوية في كومايلاس ‏
.